# Bursoplophora ethiopica
Bursoplophora ethiopica är en kvalsterart som beskrevs av Sandór Mahunka 1982. Bursoplophora ethiopica ingår i släktet Bursoplophora och familjen Protoplophoridae. Inga underarter finns listade.